# Adolf Olland

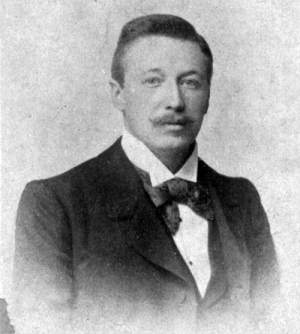
Adolf Olland

Adolf Georg Olland (Utrecht, 13 april 1867 – Den Haag, 22 juli 1933) was een Nederlands schaker.
Olland werd geboren in Utrecht waar hij bijna zijn hele leven bleef wonen. Twee jaar voor zijn dood verhuisde hij naar Driebergen. Hij was een gerespecteerd arts. In 1909 werd hij de eerste officiële schaakkampioen van Nederland.

## Schaakcarrière
Olland leerde, net als zijn broer, schaken van zijn vader. Zelf schreef hij dat hij "zijn eerste theoretische schaakwijsheid" verkregen had uit het schaaktijdschrift Sissa van Willem Verbeek.

### Schaakclub Utrecht

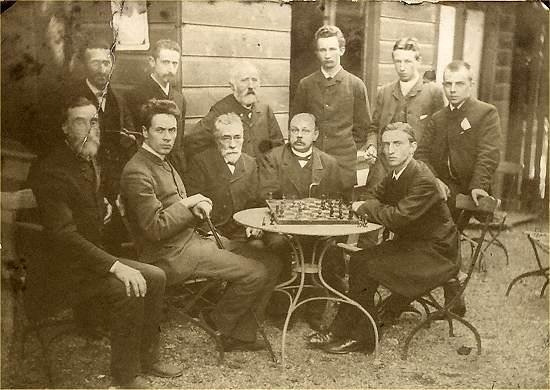
Olland (staand 2e van rechts, 1887)

Als 19-jarige richtte hij samen met andere schakers Schaakclub Utrecht op. In 1890 gaf Olland een boekje voor schakende beginners uit (Theorie en Practijk), dat als leidraad zou dienen voor de cursussen die hij jarenlang gaf. Vele spelers van Schaakclub Utrecht heeft hij wegwijs gemaakt in de beginselen van het schaakspel, maar ook het toernooischaak. Olland was een trouw lid en werd in elk geval dertien keer kampioen van zijn vereniging (minimaal, omdat van sommige jaren onbekend is wie clubkampioen was). Hij vervulde onder andere de functies van voorzitter, erevoorzitter en redacteur van het clubblad. In 1897 werd in Utrecht de eerste damesschaakclub opgericht, genaamd "Damesschaakvereniging Utrecht", waarvan zijn echtgenote de secretaris was.
Na zijn verhuizing kreeg Olland ruzie met het bestuur van Schaakclub Utrecht.

### Schaakkampioen van Nederland
Olland werd in 1909 de eerste officiële schaakkampioen van Nederland. Voordien werden winnaars van bondswedstrijden officieus kampioenen genoemd. Pas vanaf 1969 wordt jaarlijks het Nederlands kampioenschap schaken verspeeld. Adolf Olland trainde vaak met de Belgische schaker Edgar Colle. Hij overleed in 1933 achter het schaakbord bij het Nederlands Kampioenschap, in een partij tegen Adolf Hamming in de voorlaatste ronde. Olland stond in gewonnen positie.